# Meranoplus pubescens
Meranoplus pubescens är en myrart som först beskrevs av Smith 1853.  Meranoplus pubescens ingår i släktet Meranoplus och familjen myror. Inga underarter finns listade i Catalogue of Life.